# ایت ریبان
ایت ریبان (به فرانسوی: Ait Riban) یک منطقهٔ مسکونی در مراکش است که در مکناس تافیلالت واقع شده‌است.